# 色度 (色彩学)

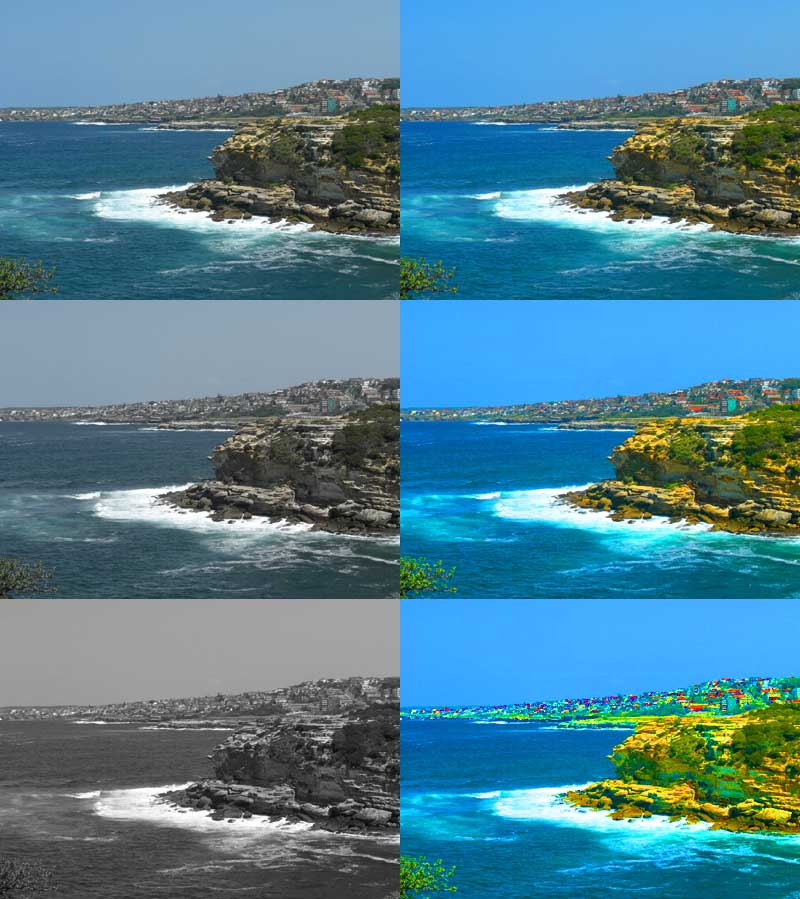
Photoshop中调节色度的效果；左上角為原始影像。

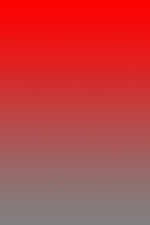
由紅到灰的漸層，有著不同的彩度。

色度指的是色彩的纯度，也叫饱和度或彩度，是“色彩三属性”之一。如大红就比玫红更红，这就是说大红的色度要高。它是HSV色彩属性模式、孟塞尔颜色系统等的描述色彩变量。
从广义上说，黑色、白色以及灰色是“色度=0”的颜色。在各种色彩模型中，对色度有不同的量化模式。
- 孟塞尔颜色系统中称为Chroma，并以黑白灰为彩度0点，将各种彩色按照表示“差别多大距离”而分级，导致各种颜色最鲜艳的彩度级别不一样。如色相5R（红）最高的彩度可以达到14，而色相5BG（青绿）最高的彩度只有8。即使同样是彩度6，各种颜色的鲜艳程度并不是和人的感官直觉很一致。
- HSV色彩属性模式中这个指标称为Saturation，即饱和度。
- 日本PCCS系统中，这个指标汉字写作“彩度”，但是翻译成英文是称Saturation，即饱和度。将无彩色的黑白灰定为0，最鲜艳定为9s，这样大致分成十阶段，让数值和人的感官直觉一致。

色度由光线强弱和在不同波长的强度分布有关。最高的色度一般由单波长的强光（例如激光）达到，在波长分布不变的情况下，光强度越弱则色度越低。
在三原色光模式中，色度可定量化用σ表示某一色彩与纯色的差别：
{\displaystyle \sigma ={\sqrt {(R-\mu )^{2}+(G-\mu )^{2}+(B-\mu )^{2} \over 3}}}
上述是一个简化的例子。定色法中有更复杂的定义。